# Gógolevka
Gógolevka (en rus: Гоголевка) és un poble del krai de Primórie, a l'Extrem Orient de Rússia, que en el cens del 2010 tenia 237 habitants.